# Anima Eterna Brugge
Anima Eterna Brugge (auch Anima Eterna) ist ein in Brügge beheimatetes international tätiges Orchester im Bereich der Historischen Aufführungspraxis unter der Leitung von Jos van Immerseel.

## Geschichte
Jos van Immerseel gründete 1987 das Ensemble. Er leitet es vom Dirigentenpult oder vom Klavier aus. Midori Seiler ist eine der Konzertmeisterinnen, Sergei Istomin erster Cellist. Als Gastsolisten haben bislang mit Anima Eterna Brugge unter anderen musiziert die Sänger Thomas E. Bauer, Roberta Invernizzi, Philippe Jaroussky, Harry van der Kamp, Claron McFadden und Markus Schäfer sowie die Pianisten Pascal Amoyel, Ronald Brautigam und Arthur Schoonderwoerd.
Seit der Spielzeit 2020–2021 arbeitet Anima Eterna mit jüngeren Gastdirigenten zusammen, darunter Giovanni Antonini, Bart Van Reyn, Jakob Lehmann oder Pablo Heras-Casado, unter deren Leitung mehrere Projekte verwirklicht wurden. Orchestergründer Jos van Immerseel stand seitdem dem Orchester als Gastdirigent zur Verfügung. Aufgrund "wiederholten aggressiven Verhaltens und anhaltender Verstöße gegen seine vertraglichen Verpflichtungen" wurde die Zusammenarbeit mit Immerseel im September 2024 vollständig beendet.

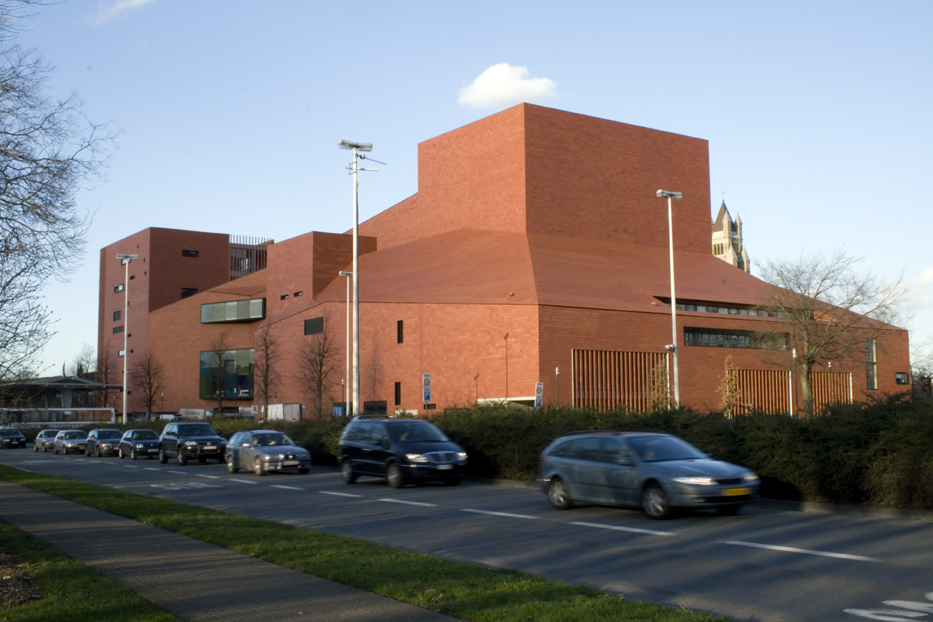
Concertgebouw Brügge

## Aktivitäten
Anima Eterna residiert im Concertgebouw Brugge. Seit 2010 ist es Ensemble associé de l’Opéra de Dijon (Partnerensemble der Oper Dijon).
Je nach Erfordernissen bewegt sich die Ensemblegröße zwischen 7 und 80 Musikern. Für Chorwerke wird unter dem gleichen Namen ein Chor einbezogen.
In der Wahl des Notentextes, des jeweiligen Instrumentariums und der Spielweise sucht Anima Eterna möglichst nah den Intentionen und Vorgaben der Komponisten zu folgen.
Mehr als zwei Dutzend Einspielungen auf Ton- und Bildträgern geben Zeugnis von Anima Eternas Schaffen.
Konzerte finden an den angestammten Spielstätten (z. B. BOZAR Brüssel) und auch auf ausgedehnten Tourneen (z. B. Philharmonie Berlin, Herkulessaal der Münchner Residenz, Liederhalle Stuttgart, Festspielhaus Bregenz, Elbphilharmonie) statt.

## Repertoire
Das seit 1989 gepflegte Repertoire von Anima Eterna Brugge umspannt einen zeitlichen Horizont vom mehr als 500 Jahren in der Musikgeschichte, über 200 Werke von fast 70 Komponisten sind bislang aufgeführt worden. Schwerpunkte liegen bei Musik der Wiener Klassik (Haydn, Mozart, Beethoven), bei Musik der Romantik (Schubert, Berlioz, Liszt, Bruckner, Brahms, Strauss) und des Impressionismus (Debussy, Ravel) sowie früher Moderne (Poulenc).

## Auszeichnungen
- 2010: ECHO Klassik „Sinfonische Einspielung des Jahres (19. Jahrhundert)“. Für Berlioz: Symphonie Fantastique.[9]
- 2012: ECHO-Klassik „Konzerteinspielung des Jahres (20./21. Jahrhundert)/Klavier“. Für Poulenc: Konzert für 2 Klaviere etc.[10]

## Aufnahmen (Auswahl)

### CDs
- Ludwig van Beethoven: Sinfonien I–IX, Ouvertüren. 6 CDs. Zig Zag, 2008.[11][12][13][14]
- Hector Berlioz: Symphonie fantastique. Zig Zag, 2010.[15][16][17]
- Claude Debussy: Prélude à l’après-midi d’un faune. La mer, Trois ésquisses symphoniques. Images. Ibéria. Live-Aufnahme. Zig Zag, 2012.[18]
- Joseph Haydn: Missa Cellensis. Live-Aufnahme in der Frauenkirche Dresden. Carus-Verlag, Stuttgart 2009.[19]
- Francis Poulenc: Konzert für 2 Klaviere und Orchester d-moll, Suite Française, Concert Champêtre. Mit Claire Chevallier und Jos van Immerseel (Érard-Klaviere) und Kateřina Chrobokovà (Cembalo). Zig Zag, 2011.[20][21]
- Franz Schubert: Sämtliche Sinfonien. Sony, 1997–2001 / Zig Zag, 2012.[22]
- Johann Strauss: Walzer, Polkas, Ouvertüren. Zig Zag, 2002.
- Live in Concertgebouw Brugge. Frédéric Devreese: Benvenuta-Tango. (1984) / George Gershwin: An American in Paris (1928) / Manuel de Falla: El sombrero de tres picos: Danse Finale (1917) / Pyotr Tchaikovsky: Serenade opus 48 (1880). 2010.[23]

### DVD / TV
- Berlioz: La symphonie fantastique. Regie: Frédéric Le Clair. Arte, Frankreich 2010.[24]
- Jos van Immerseel dirigiert Beethovens 5. Regie: Pierre Barré. Arte / RTBF, Belgien 2009.[25]
- Beethoven’s Fifth – A Rediscovery. (Beethovens Fünfte Sinfonie – Eine Wiederentdeckung.) Konzert und Dokumentation. DVD. EPR Classic, 2010.[26]